# CHILL
CHILL (acronyme de CCITT High Level programming Language) est un langage de programmation procédural et orienté objet.

## Caractéristiques
L'objectif initial de CHILL était de développer un langage répondant aux besoins spécifiques des systèmes de télécommunication qui aurait vocation à devenir un standard dans ce domaine. Il y a de fait été utilisé de manière importante pendant de nombreuses années pour le développement de ce type d'application. Ayant été depuis remplacé par d'autres langages, CHILL demeure présent dans certains systèmes hérités.

## Historique
CHILL a été créé en 1975 par des ingénieurs de l'Union internationale des télécommunications (UIT). La première spécification complète, la recommandation CCITT Z.200, a été adoptée par l'assemblée plénière de l'organisation en novembre 1980. Une norme équivalente, ISO/CEI 9496, est approuvée par l'ISO en 1989.
Une nouvelle version introduisant des concepts de programmation orientée objet paraît en 1996. La version la plus récente date de 2000. Définie officiellement dans la recommandation UIT-T Z.200 (11/99) / ISO/CEI 9496:1998(E), elle est communément appelée « CHILL 2000 »,.